# Historia electoral del Partido Nacional
Desde su fundación como fuerza política, el Partido Nacional ha participado activamente en la mayoría de los comicios celebrados en Uruguay desde el siglo XIX. Hubo dos instancias (1854 y 1907) en que el partido se abstuvo de votar y otras (1926, 1938, 1942, 1946, 1950 y 1954) en las que, debido a enfrentamientos internos, el partido votó dividido en dos colectividades políticas diferentes. 
Rival histórico del Partido Colorado tanto en el campo de batalla como en las urnas el Partido Nacional ha quedado fuera del sillón presidencial por al menos 93 años de ininterrumpidos gobiernos colorados. Sin embargo logró consolidar una férrea oposición a los ideales socialdemócratas y estatistas del caudillo colorado José Batlle y Ordóñez.

## Desempeño electoral
| Elección                                | Total Uruguay | Interior del País | Montevideo |
| 1922 (Elección Nacional)                | 47%           |                   |            |
| 1926 (Elección Nacional)                | 48%           | 52%               | 42%        |
| 1930 (Elección Nacional)                | 47%           | 50%               | 39%        |
| 1938 (Elección Nacional)                | 32%           |                   |            |
| 1942 (Elección Nacional)                | 22%           |                   |            |
| 1946 (Elección Nacional)                | 32%           |                   | 31%        |
| 1950 (Elección Nacional)                | 31%           |                   |            |
| 1954 (Elección Nacional)                | 35%           |                   |            |
| 1958 (Elección Nacional)                | 50%           | 54%               | 43%        |
| 1962 (Elección Nacional)                | 47%           |                   |            |
| 1966 (Elección Nacional)                | 40%           |                   |            |
| 1971 (Elección Nacional)                | 39%           |                   |            |
| 1982 (Elección Interna)                 | 49%           |                   |            |
| 1984 (Elección Nacional)                | 34%           |                   |            |
| 1989 (Elección Nacional)                | 37%           | 49%               | 25%        |
| 1994 (Elección Nacional)                | 30%           | 40%               | 20%        |
| 1999 (Elección Interna)                 | 17%           | ?%                | 23%        |
| 1999 (Elección Nacional prim.vuelta)    | 22%           | 33%               | 12%        |
| 2000 (Elección Departamental)           | 27%           | 44%               | 11%        |
| 2004 (Elección Interna)                 |               |                   |            |
| 2004 (Elección Nacional)                | 34%           | 43%               | 25%        |
| 2005 (Elección Departamental)           | 30%           | 50%               | 10%        |
| 2009 (Elección Interna)                 | 46%           | 59%               | 33%        |
| 2009 (Elección Nacional prim.vuelta)    | 29%           | 34%               | 22%        |
| 2009 (Elección Presidencial seg.vuelta) | 44%           | 49%               | 36%        |
| 2010 (Elección Departamental)           | 31%           | 44%               | 19%        |

- En los siguientes porcentajes no se incluye al Nacionalismo Independiente que surgió en 1931 como resultado de una escisión interna del Herrerismo, conformando un partido por separado hasta el año 1954 fecha en que decide unificarse al Partido Nacional.

- En 1922 se presenta el Herrerismo con abstención del Radicalismo Blanco liderado por Lorenzo Carnelli.

## Elecciones delsigloXIX

### Elecciones Nacionales de 1835
Manuel Oribe resulta vencedor y es designado segundo presidente constitucional de la República (1° de
marzo). Se inicia su obra de afianzamiento de la organización estatal. Amnistía de los
revolucionarios lavallejistas.

### Elecciones Nacionales de 1852
Juan Francisco Giró es electo Presidente de la República el 1 de marzo de 1852 por la Asamblea General para el período constitucional de 1852-1856. 
Fue el primer presidente que realizó en forma oficial una gira por el interior del país, desde octubre a diciembre de 1852.
Realizadas elecciones para restaurar la legalidad en la República Oriental, bajo el signo de la "fusión" y del olvido del pasado. Recrudecen las disputas entre los antiguos bandos. 
Incidente del 18 de julio en la Plaza Matriz. Oribe, amenazado en su seguridad personal, se traslada a San José y, finalmente, se embarca rumbo a Barcelona (octubre).

### Año 1853
Es derrocado el gobierno de Giró y suplantado por un Triunvirato integrado por Lavalleja,
Rivera y Venancio Flores. Por muerte natural de los dos primeros, Venancio Flores
quedará como gobernante de facto, como heredero de Rivera en el liderato caudillista
colorado.

### Año 1854
Se redacta el Acta por la cual queda conformada la sociedad denominada "Partido Blanco
o del Orden Constitucional” elaborada por Luis de Herrera y Bernardo Berro (abril).
Se publica un manifiesto por el que se explica la intención de los jefes políticos de los
departamentos, y los actos de intimidación ejercidos por parte de grupos colorados en las elecciones a los votantes blancos. Se proclama la abstención por parte de los ciudadanos con filiación blanca (diciembre).

### Año 1857
Fallece en su quinta del Miguelete Manuel Oribe, padre fundador del Partido Nacional a la edad de sesenta y cinco años (12 de noviembre).

### Elecciones Nacionales de 1860
Bernardo Prudencio Berro (1803-1868) resulta victorioso en las urnas y es electo Presidente Constitucional de la República asume el 1 de marzo de 1861. Durante su mandato se aprueba la Ley de Aduanas librecambistas y la Creación del sistema monetario nacional.

### Año 1863
Venancio Flores invade Uruguay con tropas riograndenses para derrocar el gobierno constitucional de Bernardo Prucencio Berro (19 de abril).
Reagrupamiento del Partido Blanco en torno a la figura de Berro (abril y mayo).

### Año 1868
Es asesinado Bernardo P. Berro en Montevideo cuando lideraba una revolución contra la
dictadura de Flores (febrero 19). 
Tras el asesinato del caudillo colorado Venancio Flores, Lorenzo Batlle y Grau asume como presidente constitucional (marzo 1°).
Rebelión de Máximo Pérez (mayo).
El caudillo blanco Timoteo Aparicio inicia la Revolución de las Lanzas (1870-1872).
Se firma la "Paz de Abril" (6 de abril de 1872).

## Elecciones delsigloXX

### Elecciones Nacionales de 1907
Tentativa revolucionaria de Basilio Muñoz; abstención de los votantes nacionalistas; prosecución de la
división de “radicales” y “conservadores”. Resulta vencedor el colorado Claudio Williman asume el (1 de marzo de 1908).

### Elecciones Nacionales de 1922
Elecciones nacionales para Presidencia, Cámara de Diputados y Senadores (parcial) y
gobiernos departamentales; el Partido Nacional pierde con 7.199 sufragios de diferencia en contra
respecto al Partido Colorado en un total de 246.322.
Primera candidatura del Dr. Luis Alberto de Herrera a la Presidencia de la República (contra el Ing. José Serrato): 116.080 sufragios (47% de la votación).

### Elecciones Nacionales de 1925
- Datos: Q5900428